# Cartunista

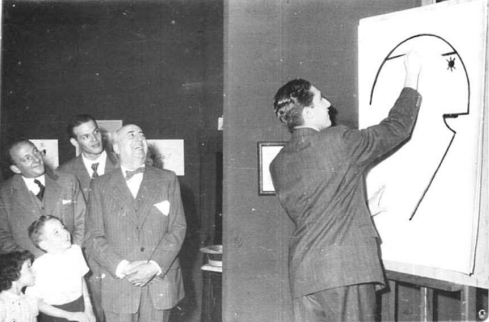
cartunista fazendo caricatura

O cartunista, cartoonista ou humorista gráfico é o desenhista especializado em cartum, um dos tipos de humor gráfico caracterizado por retratar de forma crítica aspectos que envolvem o dia a dia de uma sociedade. Este trabalho é muitas vezes criado para o entretenimento, comentário político, ou publicidade. Cartunistas também são aquelas pessoas que fazem desenhos animados depois de projeta-los em uma história em quadrinhos ou simplesmente ter vendido sua ideia para uma empresa cinematográfica que fazem animações.
Cartunistas podem trabalhar em diversos formatos, tais como folhetos, tira de jornal, revistas em quadrinhos, animação, charge, cartoon e caricatura, manuais, cartuns, ilustrações, storyboards, pôsteres e videogames.

## História

### Cartuns editoriais
O satírico e cartunista editorial inglês William Hogarth, que surgiu no século 18, zombou da política e dos costumes contemporâneos; ilustrações nesse estilo são frequentemente chamadas de "Hogarthian". Seguindo o trabalho de Hogarth, cartuns editoriais / políticos começaram a se desenvolver na Inglaterra na última parte do século 18 sob a direção de seus grandes expoentes, James Gillray e Thomas Rowlandson, ambos de Londres. Gillray explorou o uso do meio para satirização e caricatura, chamando o rei (George III), primeiros-ministros e generais para prestar contas, e foi referido como o pai do cartum político.

## Brasil
A ocupação de cartunista existe na Classificação Brasileira de Ocupações com o código "2 624-05" de Artista (artes visuais), que também contém as seguintes profissões Aquarelista; Artesão (artista visual); Artista plástico; Caricaturista; Ceramista (artes visuais); Chargista; Escultor; Grafiteiro (artes visuais); Gravador (artes visuais); Ilustrador (artes visuais); Pintor (artes visuais).